# Nestór
Nestór (též Nestor) je hrdina bájeslovného Řecka. Podle Homéra byl nejstarším, nejspravedlivějším a také nejrozvážnějším ze všech achájských vůdců bojujících u Tróje. Byl vážený a ctěný po celém Řecku. V době, kdy se připojil k Agamemnonově výpravě, vládl již třetímu pokolení svých poddaných.
V mládí se proslavil mnoha odvážnými skutky. I před Trójou se vyznamenal v boji (mnohdy bojoval i s mladšími hrdiny). Jako jediný z achájských vládců se pokoušel urovnat spor mezi Achilleem a Agamemnonem. Z války se vrátil nezraněn, avšak od jisté smrti jej zachránil jeho syn Antilochos, když vlastním tělem zachytil oštěp vržený na Nestora bojovným králem Memnonem.
V Homérově Odysseie jej navštíví Odysseův syn Télemachos a žádá ho o radu, jak naložit s drzými nápadníky jeho matky Pénelopé.
V přeneseném významu je jako nestor označován člověk, který je (např. v dané oblasti zájmu či vědy) nejstarší a nejzkušenější.